# Osmylops bispinosus
Osmylops bispinosus là một loài côn trùng trong họ Nymphidae thuộc bộ Neuroptera. Loài này được Oswald miêu tả năm 1998.